# Philipp von Klett

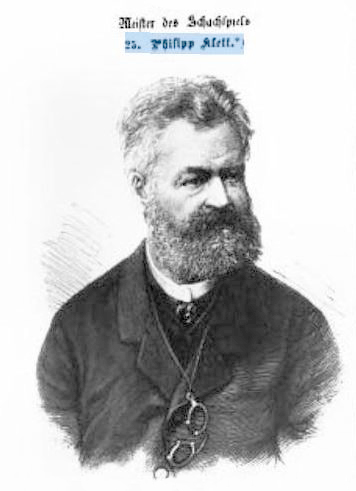
Philipp von Klett

Maximilian Philipp Friedrich Klett, ab 1880 von Klett, (* 20. Juli 1833 in Ludwigsburg; † 1. Oktober 1910 in Calw) war ein deutscher Schachkomponist und Militäroffizier.

## Leben
Klett studierte von 1851 bis 1857 Theologie und Rechtswissenschaft in Tübingen, wo er zunächst Mitglied der Studentenverbindung Roigel und anschließend der Landsmannschaft Ghibellinia wurde.
Er war Berufsoffizier an der Ludwigsburger Kadettenanstalt und avancierte dort zum Hauptmann. Von 1870 bis 1874 war er Kommandant der Kriegsschule Ludwigsburg. Er wurde ins württembergische Kriegsministerium berufen.
Für seine Verdienste wurde Klett 1880 mit dem Ehrenritterkreuz des Ordens der Württembergischen Krone, ausgezeichnet, mit dem der Personaladel verbunden war.
Seine letzten Jahre verbrachte Klett im Ruhestand in Calw. Er verstarb in seinem Haus.

## Schachkomposition
Philipp von Klett gilt als einer der bedeutendsten Komponisten der altdeutschen Schule der Schachkomposition. In seiner 1878 erschienenen Aufgabensammlung sind 112 Aufgaben enthalten, meist Mehrzüger. Darin bezeichnete er Schachprobleme als „mathematische Poesie“. In einem Nachruf der Deutschen Schachzeitung 1910 wurde die weitgehende Positionsbeherrschung als besondere Leistung Kletts hervorgehoben.
In der Regel sind Kletts Aufgaben von komplizierten Varianten geprägt. Nachfolgendes Beispiel gehört da eher zu den Leichtgewichten.
|   | a | b | c | d | e | f | g | h |   |
| 8 |   |   |   |   |   |   |   |   | 8 |
| 7 |   |   |   |   |   |   |   |   | 7 |
| 6 |   |   |   |   |   |   |   |   | 6 |
| 5 |   |   |   |   |   |   |   |   | 5 |
| 4 |   |   |   |   |   |   |   |   | 4 |
| 3 |   |   |   |   |   |   |   |   | 3 |
| 2 |   |   |   |   |   |   |   |   | 2 |
| 1 |   |   |   |   |   |   |   |   | 1 |
|   | a | b | c | d | e | f | g | h |   |

Lösung:

1. Tg4–d4! Zugzwang Kh6–h5

2. g3–g4+ Kh5–h4

3. Lc2–e4! Kh4xg4

4. Le4–g6 matt

2. … Kh5–h6

3. Td4–d3! hebt das Patt auf, nebst

4. Td3–h3 matt

1. … g5–g4

2. Td4xg4 Kh6–h5

3. Tg4–h4+ Kh5–g5

4. f2–f4 matt

## Werke
- Ph Klett's Schachprobleme. Mit einer Einführung in die Theorie des Schachproblems. Veit und Comp, Leipzig 1878 Digitalisat